# Diphénylmercure
Le diphénylmercure est un composé organomercuriel de formule C12H10Hg, se présentant sous la forme d'un solide cristallin incolore. Il peut être synthétisé par une réaction entre le chlorure de mercure(II) et le méthyltriphénylétain dans un ratio molaire 2:1, dans l'éthanol. Comme la plupart des composés organomercuriels, la géométrie de coordination du mercure est linéaire.
Adolf von Baeyer s'en est notamment servi pour synthétiser pour la première fois le nitrosobenzène.